# Chastushka
La chastushka (del ruso части́ть, hablar rápido) es una composición poética tradicional de Rusia. Métricamente es una cuarteta individual en tetrámetro trocaico, con un esquema "ABAB" o "ABCB" en las rimas.
Comúnmente de naturaleza humorística, irónica o satírica, las chastushkas son adicionalmente acompañadas de música, ya sea con balalaica o bayán (la versión eslava del acordeón). Tanto estructural como temáticamente, la chastushka presenta grandes parecidos con los limericks británicos.

## Historia del origen
Existen pruebas de la presencia de canciones cortas cercanas a las cancioncillas en el siglo XVIII y la primera mitad del XIX, pero no son concluyentes. Sin embargo, el método de estudio de los textos folclóricos, asociado a un intento de datar con relativa precisión la época de su origen a partir de las fechas de sus primeras publicaciones, no puede aplicarse plenamente al folclore y, por lo tanto, no sirve de base para atribuir la época de aparición de determinados géneros folclóricos a un período no anterior al siglo XVIII. Por lo tanto se acepta considerar que la cancioncilla surgió a mediados del siglo XIX en el ambiente masculino y el mayor desarrollo lo recibió después de la formación del poder soviético. Sus predecesoras fueron las canciones de juegos y bailes, que la gente llamaba "frecuentes".
Al principio, la cancioncilla no fue reconocida como género artístico del arte popular, se creía que estropearía y arruinaría la canción popular. El cantante ruso F. I. Chaliapin se pronunció tajantemente al respecto.
Muchos compositores rusos utilizaron este género en sus obras. Por ejemplo, Rodion Shchedrin escribió todo un ciclo sinfónico de "Cancioncillas traviesas". También se escuchan en su primera ópera, No sólo amor.
En el siglo XX, la conmovedora y originalidad de las cancioncillas atrajo la atención de los compositores. Se crearon numerosas obras de autor en este género. En la actualidad, la cancioncilla vive una vida creativa plena y ocupa un lugar importante en la cultura de la canción nacional rusa.